# Martin-Luther-Straße 56 (Burg)

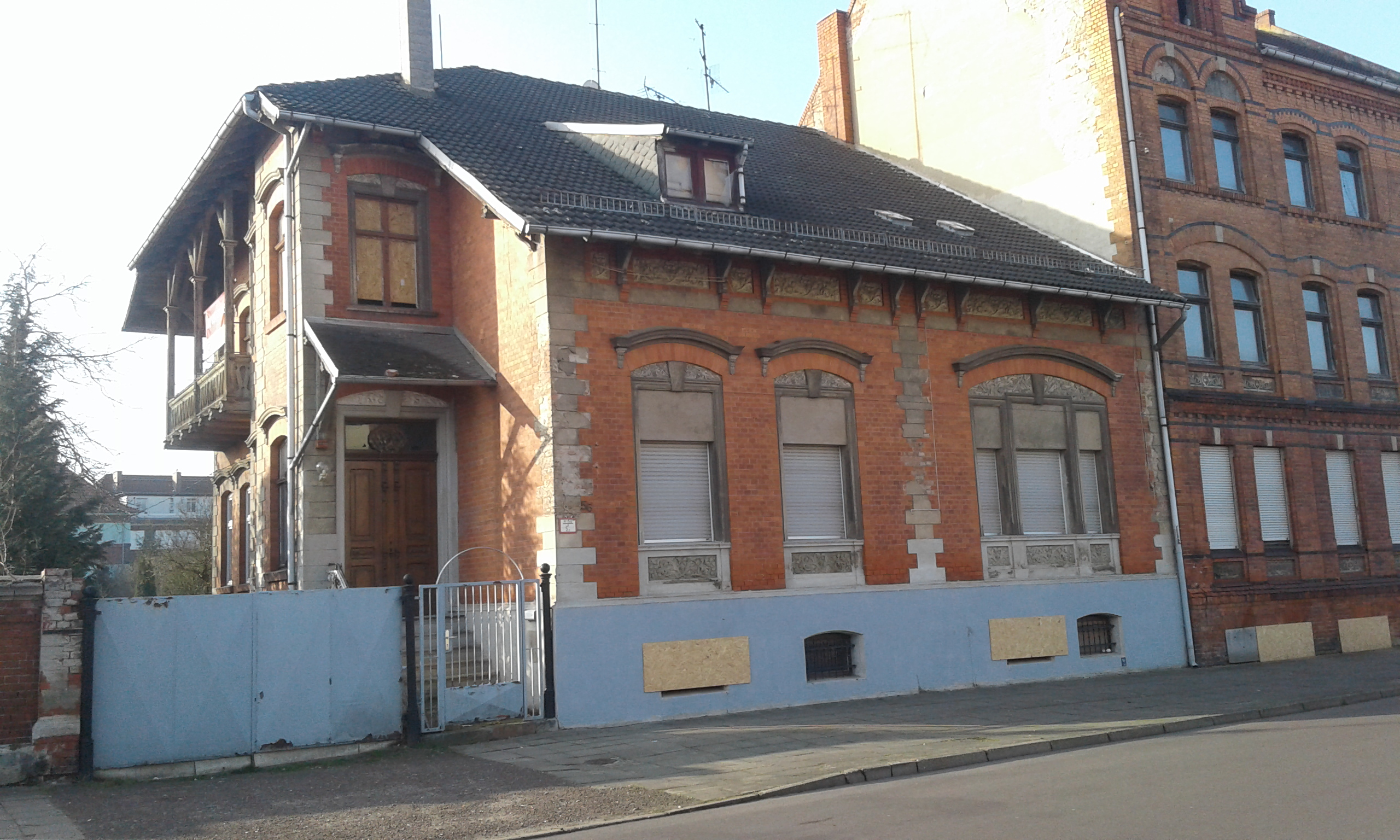
Denkmalgeschütztes Wohnhaus in der Martin-Luther-Straße

Unter der Adresse Martin-Luther-Straße 56 in der Stadt Burg in Sachsen-Anhalt befindet sich ein denkmalgeschütztes Wohnhaus. Im örtlichen Denkmalverzeichnis ist das Wohnhaus unter der Erfassungsnummer 107 60010 als Baudenkmal verzeichnet.
Bei dem Gebäude unter der Adresse Martin-Luther-Straße 56, ehemals Artillerie-Straße 16, südwestlich der Stadthalle, handelt es sich um ein gut erhaltenes Gebäude mit hofseitigem Seitenflügel. Der Entwurf und die Umsetzung stammen, wie auch beim Nachbargebäude, vom Burger Maurermeister Gustav Ortloff. Bei dem Gebäude handelt es sich um ein zweigeschossiges Wohnhaus mit einem einseitigen Walmdach. Das erste Obergeschoss wurde auf der Straßenseite durch Verlängerung der Dachfläche zu einem Dachgeschoss mit Gaube ausgebaut. Die Fassade besteht aus roten Ziegelsteinen. Natursteinelemente wurden über und unter den Fenstern angebracht. An der Gebäudeseite der Gorkistraße befindet sich im ersten Obergeschoss ein hölzerner Balkon. Das Gebäude entstand im Zusammenhang mit der westlichen Ausdehnung der Stadt und steht seit 2017 unter Denkmalschutz.